# Stina Hofgaard Nilsen
Pour les articles homonymes, voir Nilsen.
Stina Hofgaard Nilsen, née le 24 septembre 1979 à Bergen, est une skieuse alpine norvégienne spécialiste du slalom géant. En janvier 2002, elle monte sur trois podiums en Coupe du monde à Maribor, Berchtesgaden et Cortina d'Ampezzo où elle signe son seul succès en carrière à ce niveau.

## Palmarès

### Jeux olympiques d'hiver
| Épreuve / Édition | Salt Lake City 2002 |
| Slalom géant      | Abandon             |

### Coupe du monde
- Meilleur classement général : 27e en 2002.
- Meilleur classement en slalom géant : 5e en 2002.
- 3 podiums (tous en slalom géant) dont 1 victoire.

#### Détail de la victoire
- Saison 2001-2002 :
  - Slalom géant de Cortina d'Ampezzo en Italie le 27 janvier 2002.